# ひらかわあや
ひらかわ あや（本名：山根 彩）は、日本の漫画家。女性。島根県出雲市大社町出身。島根県立大社高等学校出身。

## 作風
- 主に特殊な職業を扱った作品やラブコメを執筆している。性別の垣根を超えた中性的なキャラクターが多数登場するのが特徴。過去作品のキャラクターを次回作のモブに忍び込ませることもある[2]。

## 経歴
- 学生時代は同名義で二次創作及び創作系同人誌を発表していた[3]。
- デビュー前、『週刊少年サンデー』の月例新人賞である「まんがカレッジ」にストーリー漫画をひと月2本という驚異的なペースで投稿していた。その時、偶然編集部に来ていた井上和郎が投稿作を読み原稿を褒めたというエピソードがある[4]。
- 大社高校在学中[1]に「GREAT THIEF」で2003年まんがカレッジ12・1月期佳作を受賞。
- 2004年、『少年サンデー特別増刊R』（小学館）掲載の『伝説の指揮者』にてデビュー。
- 2010年、『週刊少年サンデー』（小学館）7号より『國崎出雲の事情』で週刊連載デビュー[5]。後にドラマCD化された。2014年17号まで連載[6]。
- 2015年、『週刊少年サンデー』（小学館）4・5合併号から2018年27号まで『天使とアクト!!』を連載[7][8]。
- 2019年、『週刊少年サンデー』（小学館）4・5合併号から2020年12号まで『FIRE RABBIT!!』を連載[9][10]。
- 2022年、『週刊少年サンデー』（小学館）4・5合併号から『帝乃三姉妹は案外、チョロい。』を連載[11]。
- 2025年、『帝乃三姉妹は案外、チョロい。』のアニメ化が決定[12]。

## 作品リスト

### 連載
- 國崎出雲の事情（『週刊少年サンデー』2010年7号 - 2014年17号）
- 天使とアクト!!（『週刊少年サンデー』2015年4・5合併号 - 2018年27号）
- FIRE RABBIT!!（『週刊少年サンデー』2019年4・5合併号 - 2020年12号）
- 帝乃三姉妹は案外、チョロい。（『週刊少年サンデー』2022年4・5合併号 - 連載中）

### 読み切り
- 伝説の指揮者（『少年サンデー特別増刊R』2004年12月25日号）
- ヘルピエロ（『週刊少年サンデー超』2005年5月25日号）
- ブレイヴマリア（『週刊少年サンデー超』2005年11月25日号）
- WESTWARD（『週刊少年サンデー超』2006年9月25日号）
- アンティークハルノ（『週刊少年サンデー超』2007年1月25日号）
- 王で悪いか!!（『週刊少年サンデー超』2007年7月25日号）
- 暴走パパラッチ（『週刊少年サンデー超』2007年9月25日号）
- 極道ケイク!!（『週刊少年サンデー超』2007年11月25日号）
- 國崎出雲の事情（『週刊少年サンデー』2009年12号）
- やん×こみ（『クラブサンデー』2010年1月12日配信）
- 少年Aとナイショの7日間（『週刊少年サンデー』2018年28号[13]）
- アイドルのM（『週刊少年サンデー』2020年41号[14]）

### 書籍
- 『國崎出雲の事情』、小学館〈少年サンデーコミックス〉2010年 - 2014年、全19巻
- 『天使とアクト!!』、小学館〈少年サンデーコミックス〉2015年 - 2018年、全17巻
- 『FIRE RABBIT!!』、小学館〈少年サンデーコミックス〉2019年 - 2020年、全6巻
  1. 2019年4月18日発売[15]、ISBN 978-4-09-129138-7
  2. 2019年7月18日発売[16]、ISBN 978-4-09-129306-0
  3. 2019年10月18日発売[17]、ISBN 978-4-09-129434-0
  4. 2019年12月18日発売[18]、ISBN 978-4-09-129491-3
  5. 2020年2月18日発売[19]、ISBN 978-4-09-129553-8
  6. 2020年3月18日発売[20]、ISBN 978-4-09-129568-2
- 『帝乃三姉妹は案外、チョロい。』、小学館〈少年サンデーコミックス〉2022年 - 、既刊15巻（2025年7月4日現在）